# Yun Zhu
Yun Zhu (en chinois simplifié : 恽珠 ; chinois traditionnel : 惲珠 ; pinyin : yùn zhū ; ou Wanglan Yun Zhu, aussi connue sous le pseudonyme à la traduction éloignée : Adepte du lac du lotus 蓉湖散人) est une poétesse et anthologiste de la dynastie Qing, née le 29 juillet 1771 et morte le 1er juin 1833. Elle a rassemblé des milliers de poèmes écrits par plusieurs centaines de femmes.

## Biographie
Yun Zhu naît en 1771 dans une famille d’artistes de Changzhou : sa tante Yun Bing et son arrière-grand-père Yun Shouping sont des peintres renommés. Elle est nommée « Zhu » (signifiant « perle ») à cause d’un rêve fait par sa grand-mère alors qu’elle vient au monde : dans son sommeil, un étranger lui donnait une grosse perle brillante. Enfant, elle apprend la poésie avec son grand-père maternel et la peinture avec sa tante ; elle est également douée pour la broderie et la tapisserie traditionnelles.
Elle épouse à dix-huit ans Wanglan Tinglu, un aristocrate mandchou ; ils ont quatre enfants : Wanyan Linqing en 1791, Wanyan Linchang en 1792, Wanyan Linshu en 1794, ainsi qu’une fille l’année suivante.

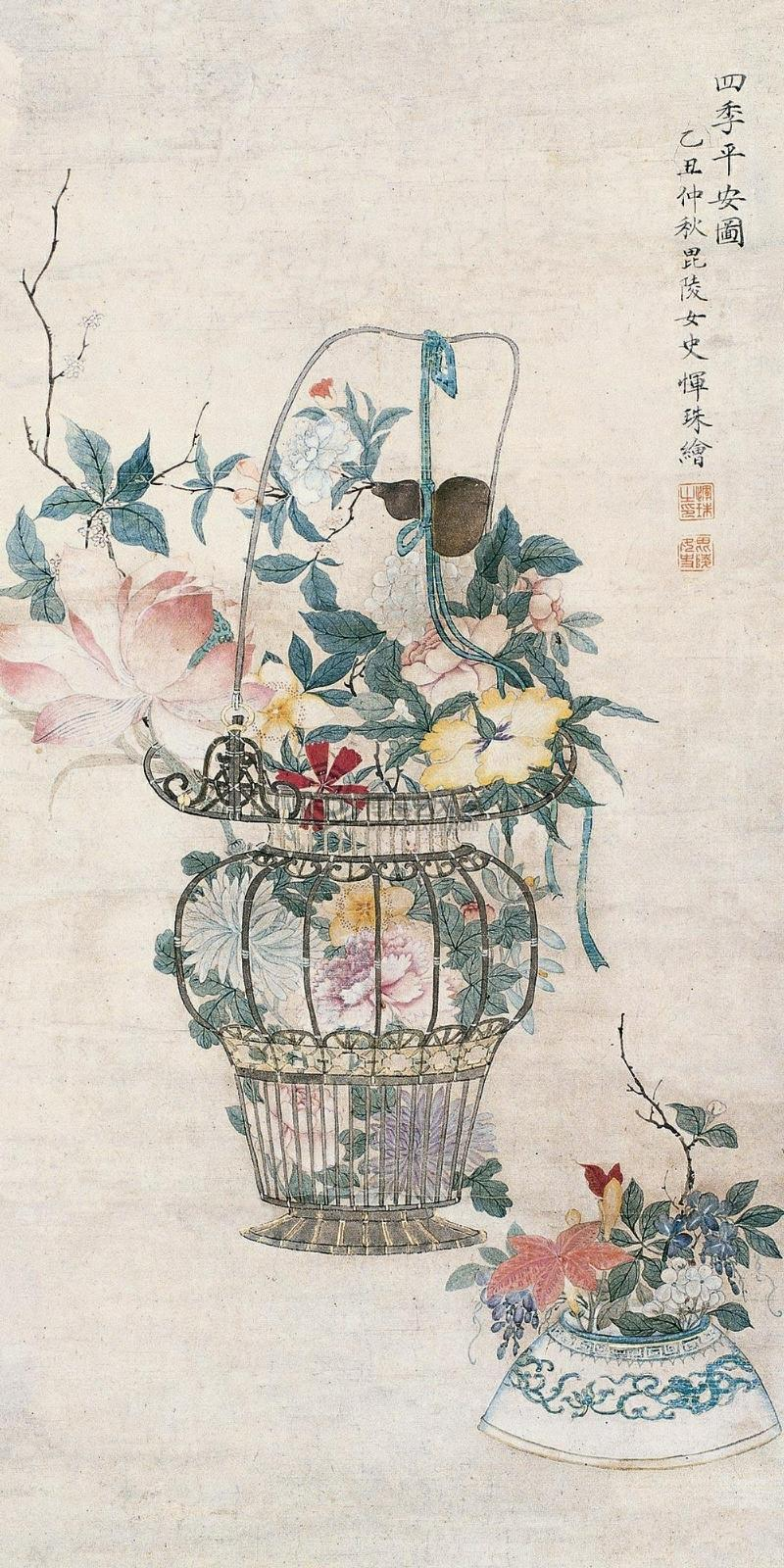
Une estampe de Yun Zhu.

Yun Zhu écrit et collecte des poèmes ; son fils préféré, Linqing, découvrira qu’elle en a recensé plus de 3000, les plus anciens alors qu’elle était enfant. Il en choisit quelques-uns pour une publication 1814, potentiellement sans son accord ; Yun aurait préféré que seuls les poèmes les plus réussis soient publiés. Ses Ébauches de poèmes et paroles de la bibliothèque de Hongxiang (Hong xiang guan shicao, 紅香舘詩草) sont réédités en 1866 et en 1928.
À la mort de son mari, en 1820, elle a 50 ans ; c’est à ce moment qu’elle prend le nom de plume taoïste d’Adepte du lac du lotus. Elle part alors vivre avec son fils ; la suite de sa vie est principalement connue grâce à lui. Wanyan Linqing est spécialiste des systèmes hydrauliques ; lorsqu’il est muté de Huizhou à Yingzhou (dans la province d’Anhui) en 1824 , Yun Zhu insiste pour effectuer leur trajet en passant par les montagnes Dahong, pour profiter du paysage. Lors de ce déplacement, Linqing fait réaliser une peinture de sa mère (alors âgée de 53 ans) gravissant à sa suite des sentiers montagneux en palanquin.
Son œuvre principale est une anthologie de poèmes, Poésie de femmes : anthologie (Guochao guixiu zhengshi ji, 國朝閨秀正始集) contenant 1700 pièces de 933 auteurs différents, recueillies en vingt ans. Parmi ces poèmes, certains proviennent de Corée ou de Mongolie ; Yun Zhu avait profité des voyages d’affaires de son père pour procéder à sa collecte en l’accompagnant. La relecture en a été faite par ses petites-filles et ses belles-filles.
À sa mort en 1833, elle compte quatorze petits enfants de ses trois fils. Linqing est absent, puis qu’il a été nommé gouverneur de Guizhou par l’empereur. Dans ses propres poèmes de cette période, il exprime ses inquiétudes quant aux bandits sur le chemin et à sa mère restée seule. C’est lui qui transporte les restes de Yun Zhu à Pékin pour les rites funéraires.